# Willem Leendertz
Willem Leendertz (* 16. Dezember 1883 in Veenwouden; † 11. Juli 1970 in Santpoort) war ein niederländischer Philosoph.

## Leben
Am 21. Mai 1913 promovierte er über Sören Kierkegaard in Groningen. 1933 wurde er kirchlicher Dozent an der Universiteit van Amsterdam, Faculteit der Godgeleerdheid. 1946 wurde er kirchlicher Professor an der Universiteit van Amsterdam, Faculteit der Godgeleerdheid. 1954 wurde er emeritiert.

## Schriften (Auswahl)
- Sören Kierkegaard. Amsterdam 1913, OCLC 23638312.
- Rangorde van geestelijke waarden. Haarlem 1940, OCLC 12012620.
- Profielen van gedachten. Haarlem 1952, OCLC 5387932.
- Hetzelfde is niet altijd hetzelfde. Afscheidscollege uitgesproken op Vrijdag 1 October 1954. Haarlem 1954, OCLC 781878946.